# Oyangbarang
Oyangbarang is een bestuurslaag in het regentschap Flores Timur van de provincie Oost-Nusa Tenggara, Indonesië. Oyangbarang telt 915 inwoners (volkstelling 2010).